# Piper hermes
Piper hermes är en pepparväxtart som beskrevs av Trel. & Standley. Piper hermes ingår i släktet Piper och familjen pepparväxter. Inga underarter finns listade i Catalogue of Life.